# Gjert Kristoffersen
Gjert Kristoffersen, född 13 augusti 1949 i Arendal, död 29 maj 2021 i Åmli, var en norsk språkvetare och professor i nordisk språkvetenskap vid Universitetet i Bergen. Hans specialområden var fonologi, i synnerhet prosodin i nordiska språk.
Kristoffersen föddes i Arendal men tog examen vid Universitet i Bergen 1978. Sedan arbetade han som amanuensis vid Universitetet i Tromsø och som förlagsredaktör vid Universitetsforlaget på 1984–1988, innan han blev professor i nordisk språkvetenskap vid Universitetet i Bergen 1991. Samma år blev han fil. dr. vid Universitetet i Tromsø med avhandlingen Aspects of Norwegian syllable structure. År 2000 publicerade han standardverket The phonology of Norwegian vid Oxford University Press.
Kristoffersen var gift med bibliotekarien och författaren Jan Olav Gatland. 29 maj 2021 omkom han i en bilolycka i Åmli.